# Kolsva landsfiskalsdistrikt
Kolsva landsfiskalsdistrikt var 1941–1964 ett landsfiskalsdistrikt i Västmanlands län, bildat som Hedströmmens landsfiskalsdistrikt när Sveriges nya indelning i landsfiskalsdistrikt trädde i kraft den 1 oktober 1941, enligt kungörelsen den 28 juni 1941. Detta distrikt bildades genom sammanslagning av Köpings landsfiskalsdistrikt och Skinnskattebergs landsfiskalsdistrikt som hade bildats den 1 januari 1918 när Sveriges första indelning i landsfiskalsdistrikt trädde i kraft. 1 januari 1952 ändrades namnet på distriktet till Kolsva landsfiskalsdistrikt. Den 1 januari 1965 avskaffades i Sverige samtliga landsfiskaler och landsfiskalsdistrikt, och deras arbetsuppgifter delades upp på de nyskapade indelningarna polisdistrikt, åklagardistrikt och kronofogdedistrikt.
Landsfiskalsdistriktet låg under länsstyrelsen i Västmanlands län.

## Ingående områden
Kommunerna i Åkerbo härad hade tidigare tillhört Köpings landsfiskalsdistrikt och kommunerna i Skinnskattebergs härad Skinnskattebergs landsfiskalsdistrikt. Den 1 januari 1943 ändrades namnet på Bro och Malma landskommun till Bro-Malma landskommun och 20 oktober 1950 ändrades namnet åter till Kolsva landskommun. När Sveriges nya indelning i landsfiskalsdistrikt trädde i kraft den 1 januari 1952 (enligt kungörelsen 1 juni 1951) ändrades distriktets namn och omfattning. Den 1 januari 1958 (enligt kungörelse den 20 december 1957) införlivades Köpings stad i utsökningshänseende.

### Från 1 oktober 1941
Skinnskattebergs härad:
- Gunnilbo landskommun
- Heds landskommun
- Skinnskattebergs landskommun

Åkerbo härad:
- Bro och Malma landskommun (från 1943 kallat Bro-Malma landskommun och från 20 oktober 1950 kallat Kolsva landskommun)
- Himmeta landskommun
- Odensvi landskommun
- Västra Skedvi landskommun

### Från 1 januari 1952
- Kolsva landskommun
- Skinnskattebergs landskommun

### Från 1 januari 1958
- Kolsva landskommun
- Köpings stad (endast i utsökningshänseende; staden bibehöll sin stadsfiskalsjänst "tills vidare")
- Skinnskattebergs landskommun